# Nyanzaprovinsen
Nyanzaprovinsen är en av Kenyas åtta provinser. År 2008 beräknades befolkningen till 5 094 251 invånare, och ytan uppgår till 16 162 kvadratkilometer. Huvudorten är Kisumu. Andra viktigare städer är Homa Bay, Bondo, Kisii, Migori och Siaya.
Nyanzaprovinsen är uppdelad i ett tiotal distrikt.
I valet 2007 röstade invånarna i det luodominerade norra Nyanza huvudsakligen på Raila Odinga, oppositionsledare, medan rösterna i södra Kisii var jämnt fördelade mellan honom och sittande president Mwai Kibaki.
Barack Obama, Sr. är född i Kendu Bay i Nyanza, och ligger begravd i Nyang'oma Kogelo.
Nationalparken Ruma nationalpark ligger i provinsen.